# 원나라
대원대몽골국(大元大蒙古國, 중세 몽골어: ᠳᠠᠢ
 ᠦᠨ
 ᠶᠡᠬᠡ
 ᠮᠣᠩᠭᠣᠯ
 ᠤᠯᠤᠰ 다이온 예케 몽골 울루스) 또는 대원국(大元國, 중세 몽골어: ᠶᠡᠭᠡ
ᠶᠤᠸᠠᠨ
ᠤᠯᠤᠰ 예케 유완 울루스), 약칭 원(元)은 13세기 몽골 제국이 분열된 이후 건국된 후계국가들 가운데 중국 본토와 몽골 고원을 기반으로 한 나라이자 카안 울루스(몽골제국 황제의 직할지)였다. 여태까지의 중국 왕조들이 가문이나 씨족, 아니면 봉토의 명칭을 국호로 삼았던 것과는 달리 《역경(易經)》의 「대재건원(大哉元元)」에서 따 온 추상적인 국호라는 것이 특징이다. 칭기즈칸의 손자이자 보르지긴 가문의 수장이었던 쿠빌라이 칸은 고비 사막 남쪽, 화북 지역에서 세력권을 형성하기 시작하여 대몽골국의 수도를 카라코룸에서 남쪽으로 이전했다. 먼저 카이펑(開平)으로 옮겼다가 훗날 대도(大都, 현재의 베이징)를 세우고 다시 그곳으로 이전했다. 대원 울루스라고 불렸으며 아울러 이때부터 중국식 국호로는 대원(大元)이라고 불리기 시작했는데, 바로 이 시기를 ‘원 왕조(元 王朝)’라고 부른다.
몽골인들은 금나라를 멸망시키고 중국 화북 지역을 다스렸는데 1271년에 쿠빌라이 칸이 모든 세력을 모아 원나라를 개창하였다. 이후 쿠빌라이 칸이 국가의 기틀을 잡고 남진하여 남송을 멸망시키고 정복왕조를 건국하였다. 남송을 정복하여 중국을 모두 통일한 쿠빌라이 칸은 몽골 제국의 다른 칸국들과 종속 관계를 끊고 독자적으로 현재의 중국과 몽골 지역들을 지배했으며, 일본, 대월, 참파를 공격하기도 하였다. 원나라는 중국을 정복한 정복왕조 중에 하나이며, 1368년에 명나라의 군대에 밀려 몽골 지역으로 쫓겨날 때까지 지속되었다. 다만 몽골 지역에서도 원나라 황족들은 북원을 세워 원나라 왕조를 지속해나갔다.

## 정의와 명칭
전통적인 관점에서는 '중국을 정복한 몽골 제국이 남(쿠빌라이)과 북(아리크부카)으로 분열된 내분을 거쳐 정통 중국 제국이 된 나라'로 여겨져 왔지만, 오늘날에 들어서는 '본래 중국 왕조가 아니라 대원울루스라고 불리는 몽골 유목민의 고유한 나라'로 보는 등 다양한 의견이 있다.
중국 왕조로서의 원나라는 당나라의 붕괴(907년) 이후 등장한 두번째 중국 통일 왕조이며, 대도(오늘날 베이징)에 수도를 두고 중국 전역 및 책봉국, 그리고 명목상이기는 하지만 몽골 제국 전체를 지배했다. 1368년 명나라에게 중국 대륙을 빼앗기고 북원이 된 이후에는 지배 영역이 몽골 고원에만 국한되었다.
중국사에는 수많은 정복왕조(요·금·청)가 있었지만, 원래는 정치 제도나 민족 운영에 있어서 중국 한인의 전통체제에 동화되지 않고 몽골제국으로부터 계승된 유목국가의 특징을 유지한 채 계속 통치한 것이 특징적이었다. 한편, 후술하는 바와 같이 행정제도나 경제운영에서는 남송의 구조를 거의 그대로 계승하였다.

## 개요
원나라는 칭기즈 칸의 손자이자 몽골제국의 제5대 대칸이었던 쿠빌라이가 1271년 몽골 제국의 국호를 대원(大元)으로 고치면서 성립되었으며, 몽골어로는 다이온 예케 몽골 울루스(중세 몽골어: ᠳᠠᠢ
 ᠦᠨ
 ᠶᠡᠬᠡ
 ᠮᠣᠩᠭᠣᠯ
 ᠤᠯᠤᠰ Dai-ön Yeke Mongγol Ulus, 중국어: 大元大蒙古國 대원대몽골국[*])라고 칭했다. 이것은 종래의 몽골 제국의 국호였던 예케 몽골 울루스를 개칭한 것으로도 해석할 수 있으므로, 원래는 곧 쿠빌라이 이후의 몽골제국 황제 정권을 말한다. 국호인 '대원(大元)' 이 두 자가 일체의 명칭이라고 생각하는 주장도 있지만, 중국 왕조사에서 당나라나 송나라 등 왕조의 정식 국호를 한 자로 부르는 원칙에 따라 이 쿠빌라이 가문의 왕조 역시 단순하게 '원(元)'으로 약칭되는 것이 관례이다. 중국사의 관념으로 보았을 때, 원나라는 쿠빌라이에서 거슬러 올라가 개칭 이전 칭기즈 칸 시대부터 시작하는 왕조라고 여겨지기도 했다. 한편 '원'이 몽골 제국의 중국 왕조로서의 명칭이라고 생각하는 경우도 많다.
왕조사적으로 본다면 쿠빌라이는 형제 아리크부카와 제위를 다투다가 제국이 남북으로 갈라져 내전에 빠졌을 때 이를 무력으로 타도하고 단독 제위를 차지했다. 그때까지 쿠릴타이에 의한 만장일치로 선출되었던 몽골 항제위 계승의 관례가 깨지면서 몽골 제국 내부의 불화-대립이 서로 무력에 호소하는 형토로 표면화되게 되었다. 특히 중앙아시아에서는 대원의 국호가 채택된 전후에 오고타이 가문의 카이두가 쿠빌라이의 종주권을 인정하지 않고, 차가타이 가문의 몇몇 등 다른 몽골 왕족들을 편들어 일리 유역에서 옥수스까지를 장악했다. 「집사」를 비롯한 페르시아어 역사서 등에서는 당시 이를 두고 '카이두의 왕국(mamlakat-i Qāīd ū'ī)'이라 표현할 정도였다. 이 세력을 진압하기 위해 쿠빌라이는 대군을 여러차례 파견했지만, 그 군대 자체가 이반하는 사건들이 종종 일어났다. 이 혼란은 서방의 주치 울루스(킵차크 칸국) 및 훌레구 울루스(일 칸국)과 같은 제국 각지의 여러 왕가들의 정권을 공식적으로 인정하고 이들을 내전에 끌어들여 쿠빌라이 측이 우세를 점할 때까지 계속되었으며, 1301년 카이두가 전사하면서 마침내 막을 내렸다. 이렇게 하여 몽골 제국 전역에 대한 대칸의 지배력은 이전보다 확연하게 약화되었고, 이후 몽골 제국은 각지에 분립한 제왕가의 정권들이 대칸의 종주권을 받들면서도 독립적으로 행동하는 완만한 연합체 형태로 변모하였다. 개중에서도 원나라는 대칸의 군사적 기반인 몽골 고원 본국과 경제적 기반인 중국 본토를 연결한 영역을 주로 지배하는, 황제 가문인 쿠빌라이가의 세습 직할령(울루스)가 되었다.
한편, 중국사적으로 본다면 북송 이래로 수백년만에 남북을 통일한 거대 정권이 성립했기 때문에, 요나라(거란)나 금나라(여진)의 통치를 받은 북중국과 남송(한족)의 통치를 받은 남중국이 진정한 의미로 통합되었다. 칭기즈 칸 시대에는 금나라를 정복하고 얻은 북중국 영토를 기반으로 각지의 농경지와 광산에서 세수를 확보하였으며, 전쟁으로 인해 발생한 광활하고도 황폐한 황무지에서는 포획한 노예를 이용하여 둔전 사업을 실시하였다. 또한 원나라 성립 직전에 정복한 운남 지역에서는 새롭게 농경지 및 광산 개발 사업이 이루어지고 있었다. 한편 물자의 운송에 화북과 강남을 직접 연결하는 대운하와 더불어 해운을 이용하기 시작한 것은 백성의 무거운 부담을 경감해주는 좋은 방법으로써 평가되기도 했다.
여러 종교의 유입과 정권 유력자들의 유대감도 깊어졌다. 원래 몽골 제국은 산하에 톈산 위구르 왕국, 케레이트, 옹구트 등 튀르크계 민족들과 더불어 호라산 및 트란스옥시아나에 있던 페르시아계 무슬림들을 정복하면서 형성되어 온 정권이었기 때문에, 이들 영내의 안팎에서 활약하던 사람들은 몽골 제국에 편입된 중국 각지에 들어와서 그곳에서 새롭게 종교를 전파하였다. 대표적으로 서방의 위구르족과 티베트인이 믿었던 불교문화, 케레이트와 옹구트가 믿었던 네스토리우스 기독교, 페르시아 이슬람 문화 등이 있었는데, 이들은 수도인 대도 및 취안저우와 같이 주요 대도시들에 형성된 각각의 공동체를 핵심으로 대거 유입되었다. 몽골 정권에서는 몽골 황후가 친히 신봉하는 종교 제세력에 대해 많은 기진(寄進)과 후원을 실시했으며, 불교나 도교, 유교 등 중국 각지의 종교 시설 건립, 또 이와 관련된 비문의 건비(建碑)가 행해졌다. 몽골 왕후나 특권에 의거한 장사로 큰 이익을 얻은 상인들은 각지의 종교 시설에 많은 후원을 하고 경전의 편집과 재판각 등 문화 사업에 자금을 투입했다. 원나라 시대에도 금대나 송대에 형성된 경전학 연구가 계속되었고, 이를 바탕으로 한 유서 등이 대량으로 출판되었다. 남송 말기부터 원나라 초기까지의 민간 생활을 집필한 『사림광기』및 원나라 말기에 저술된 『남촌철경록』 등이 이에 해당한다. 주자학의 연구도 집성되어, 당시에는 '한인'이라고 불렸던 한자 문화를 기반으로 하는 사람들은, 본래의 전통으로서 도교·불교·유교의 세 개 종교에 통효(通曉)하는 것이 필수로 여겨지게 되었다. 가마쿠라 시대 후기에 원나라에서 국사로 일본에 파견된 불승 일산일녕(一山一寧)도 이들 학통에 속한다. 14세기 말의 농민 반란에 의해서 중국에는 명나라가 성립되고, 원나라의 몽골 세력은 고비 사막 이남을 포기하고 북방으로 쫓겨나 북원이 성립되었는데, 최근에는 명나라 태조 주원장(홍무제)이나 홍건적의 난을 일으킨 백련교가 몽골 왕족이 후원하던 불교 교단에 기원을 둔 것이 지적되고 있다.

## 역사
원나라는 1260년 칭기즈 칸의 손자이며 몽골 제국의 제5대 대칸으로 즉위한 쿠빌라이 칸이 1271년 몽골 제국의 국호를 '대원(大元)'으로 고침으로써 성립되었으며, 몽골어로는 다이 온 이케 몽골 울루스(Dai-ön Yeke Mongγol Ulus), 즉 '대원대몽골국'(大元大蒙古國)이다. 원나라는 몽골 제국의 직계 국가다. 중국의 경우 한족들은 몽골제국에 대해 한자로 기록하였다.
그러나 쿠빌라이가 대칸의 지위에 오르는 과정에서 쿠빌라이의 몽골 제국 전체에 대한 통솔력은 쇠퇴한다. 원나라가 성립된 전후에 중앙아시아에서는 오고타이의 후손인 하이두가 쿠빌라이에 대항하여 자립하는 등 칸의 권위가 크게 변화하면서 몽골 제국은 재편의 과정에 들어선다. 이러한 과정 끝에 원나라는 몽골 제국 중 쿠빌라이의 후계자로 이어지는 대칸의 직접 지배가 미치는 영역으로 사실상 한정된 지배력을 행사하는 쿠빌라이 가문의 세습령(울루스)이 되었다.
민족을 4등급으로 나누어 한족에 대한 차별이 심하였다. 중국 학자 신력건에 의하면 당시 몽골 원나라는 이전 동아시아에는 퍼지지 않았던 후기 불교이며 성적 샤크라를 중시하는 티베트의 라마교에 강하게 영향을 받아 원나라에 있는 모든 몽골인들은 샤크라 라마교를 믿게 되었다. 그리고 몽골 군인 1명당 100명의 한족들이 배당되어 한족들이 칼같은 무기를 가지고 있는지 감시하였고 라마교를 핑계로 한족여성들은 몽골 군인들에게 초야권을 바쳐야 했다. 그래서 당시 한족들은 첫째 아이는 살해하는 풍습까지 생겼다. 이런 초야권은 역사적으로 동아시아에서 원나라에서의 기록에만 보여지는 특수한 문화로 동아시아에서는 한족에게만 가해지는 지배 방법이었다.

### 몽골 제국의 재편
1259년 제4대 대칸인 몽케가 남송 원정 중에 병사하고, 몽골고원에 있던 수도 카라코룸을 수비하던 막내 동생 아리크 부케는 몽케파의 왕족을 모아 쿠릴타이를 열어 서부의 차가타이 가문 등 여러 왕가의 지지를 얻어 대칸의 지위를 얻었다. 이에 몽케와 함께 남송 원정 중이던 둘째 동생 쿠빌라이는 11월에 군대를 되돌려 내몽골에 들어서 동쪽 3왕가(칭기즈칸의 동생 가계)등의 지지를 얻은 다음, 이듬해 3월에 자신의 본거지였던 내몽골의 개평부(開平府; 훗날의 상도(上都)에서 쿠릴타이를 열어 대칸의 지위에 앉았다. 이로써 몽골 제국은 사상 처음으로 몽골고원 남북에 두 명의 대칸이 들어서게 된다. 몽케의 장례를 치르고, 제도(帝都) 카라코룸에서 즉위한 아리크 부케가 대칸으로서의 정통성은 확보한 셈이었으나, 군사력을 장악한 쿠빌라이 역시 아리크 부케를 배신자로 여기고 자신이야말로 정당한 대칸이라고 주장했다.
쿠빌라이와 아리크 부케의 양군은 여러 차례 격돌하였으나 승패가 나지 않았다. 그러나 시간이 지날수록 군사력과 화북의 물자를 장악한 쿠빌라이에게 전세가 유리해지기 시작했다. 서전인 1261년 시무토노르 전투에서는 쿠빌라이가 승리했으나, 아리크 부케는 북서쪽 몽골의 오이라트의 지원을 얻어 저항을 계속했다. 그러나 아리크 부케 산하의 제후들이 하나 둘씩 떨어져 나가고, 차가타이 가문마저 아리크 부케에 대한 지원을 끊자, 1264년 아리크 부케는 결국 쿠빌라이에게 항복했다. 이 일련의 전란을 승리자 쿠빌라이를 정통으로 보는 입장에서는 아리크 부케의 난이라고 불렀다.
아리크 부케의 항복으로 인해 대칸의 지위는 다시 통합되었으나, 중국 서쪽의 중앙아시아의 여러 칸국에서의 대칸의 위신은 큰 타격을 입었다. 1269년 중앙아시아를 지배하던 차가타이 가문의 바라크와 오고타이 가문의 하이두, 그리고 주치 가문(킵차크 칸국 혹은 금장한국(Golden Horde))의 여러 왕이 탈라스 하반에서 모여 중앙아시아의 대칸령을 분할해 쿠빌라이에 대항해 자립의 태도를 명확히 했다. 이윽고 오고타이 가문의 하이두가 중앙아시아 여러 왕 사이에서 맹주의 지위를 확립하고, 카이두의 반항은 몽골 제국을 동서로 나뉘게 된 항쟁으로 발전하게 된다.(카이두의 난)
그 사이 쿠빌라이는 중국식 정치기관인 중서성(中書省)을 설치하고, 수도를 몽골고원의 카라코룸에서 중국 북부의 대도(大都; 현재의 베이징)로 옮겼다. 지방에는 몽골 제국의 금나라 공략의 과정에서 자립해 몽골에 귀의하여 화북 각지에서 호족 노릇을 하던 한족 현지군벌(한인호족)들을 평정하고 그리고 마침내 1271년, 국호를 대원(大元)이라고 하고 기존의 중원을 통일한 왕조의 맥을 잇게 된다. 이로써 칭기즈 칸이 세운 거대한 몽골 제국은, 서부의 여러 칸국들과 중국의 대칸령 사이의 느슨한 연합으로 재편되었다.

### 몽골의 중국 정복
원나라 건국 당시 쿠빌라이의 세력은 몽골고원과 기존 금나라가 점유하던 화북 지역에 불과했다. 장강 이남에 버티고 있던 남송은 원나라가 공격을 하여 조공을 하고 있던 상태였지만 원나라를 위협할 만한 군사력도 갖춘 터라 남송을 그대로 두는 경우 원나라의 지배가 불안해지는 것은 당연했다. 이미 몽케 칸의 대에, 남송의 재상인 가사도(賈似道)에게 실패한 경험도 있었다. 그래서 쿠빌라이는 즉위 직후 남송공략을 최우선 정책으로 삼았으며, 1268년 한수의 요충 양양의 포위전을 개시했다. 쿠빌라이는 군을 몰아 후난성과 장시성을 유린하였고 남송은 허페이 지역과 항저우에서 대몽항쟁을 벌였다. 하지만 쿠빌라이는 3번의 원정을 통해 광저우까지 함락시키고 남송에 남은 것은 수도와 항저우 지역뿐이었다. 쿠빌라이는 황후 차브이를 섬기는 인물로서 중앙아시아 출신의 상인 아흐마드 파나카티를 재무장관에 발탁하여 증세를 꾀해 남송 공략의 준비를 진행시켜 남송의 도시들을 차례로 유린하였다.
쿠빌라이는 남송에 수차례 원정 정벌을 하여 남송과의 전쟁은 수십년이나 지속되었다. 몽골인들과 여진족 등은 남송 도시들을 지속적으로 약탈하고 유린하였고 남송은 그때마다 쿠빌라이와 협정하여 조공을 보냈으나 남송은 점점 약해졌다. 남송의 여러 도시들이 정복되어 함락되었고 남의 한족들은 강이민족 몽골을 몽고라고 폄하하며 한 저항을 했으나 1273년에 이르러 양양이 마침내 함락되고 원나라는 군인이 각 성과 도시에서 약탈, 방화를 저질렀고 특히 항주의 피해는 심각하였다. 1274년 쿠빌라이는 대병력으로 공세에 나서 1276년 수도 임안(臨安;항주)이 함락되어 남송군이 전멸되었다. 쿠빌라이는 중국의 지역의 명칭을 모두 개편하였고 남송이 있던 지역을 모두 성(省)으로 나눠 행성을 설치하고 몽골인 통치자들을 보내 각 행성을 통치하게 하였다. 이때부터 중국은 각 지역을 성(省)으로 나누어 불렀다.
공제를 비롯한 남송의 황족은 사로잡혀 원나라의 수도로 연행되었고 황족의 여성들은 기생관으로 이동시켰다. 남송의 귀족들은 이민족을 섬길 수 없다며 저항하다 죽었다. 그 후 해상으로 도망친 남송의 유민을 쿠빌라이는 원정 정벌하였고 1279년 애산 전투에서 전멸시켜 북송 이후 150년 만에 중국을 통일하였다. 쿠빌라이는 투항한 한족들은 어느정도 벼슬을 주었지만 대부분의 한족들은 이민족이었던 몽골군에 투항하지 않고 목숨을 잃거나 노예로 전락하였다. 몽골인들은 한족들의 토지를 빼앗아 거대한 농장들을 만들었고 한족들은 재산을 빼앗겨 흩어졌다. 몽골인들은 계급을 4단계로 나누어 1단계 계급은 몽골인과 색목인, 2단계 계급은 부마국 고려인과 투항한 여진족과 거란족, 3단계는 복속된 화북 한족 그리고 4단계 최하층은 남송인으로 나누었다. 쿠빌라이는 풍부한 구 남송 지역의 부(富)를 대도로 모이게 하여 그 이윤을 국가에 흡수하였고, 각종 경제제도 정비를 통해, 화북을 중심으로 했던 정권으로서는 유례없는 번영을 맞이했다.
쿠빌라이의 사후, 1294년 손자 테무르가 뒤를 이었고, 그의 치세 때인 1301년 하이두가 죽자, 1304년 긴 시간 동안 원나라와 항쟁을 벌였던 서쪽 여러 칸과의 화의가 성립되었다. 이 동서 울루스의 융화로 인해 몽골 제국은 대칸을 정점으로 한 느슨한 연합으로 다시 묶어지는 동시에, 실크로드 교역의 호황이 찾아왔다. 이 상황을 가리켜 팍스 몽골리카(Pax Mongolica: 몽골의 평화)라고 불리었다.
원나라의 수도인 대도(베이징)는 정치 경제의 센터가 되어, 마르코 폴로 등 수많은 서방의 여행자가 방문하고, 그 번영은 유럽에까지 전해지게 되었다. 강남의 항만도시에서는 해상무역이 융성하였고, 일본 원정을 통해 국교가 단절되었던 일본에서도 사적인 무역선 및 유학승의 방문이 끊이지 않아 어느 정도 교류가 지속되었다.

### 쇠퇴기
몽골은 남송을 정벌했으나 그 후 이루어진 군사원정은 특별한 성과 없이 끝났다. 일본 공격에 실패하여 많은 몽골인들이 죽자 원나라는 이번엔 복속된 남송인들을 일본으로 보내 1281년 다시 일본을 공격했지만 이번에도 태풍과 가마쿠라 막부의 완강한 저항으로 인해 실패로 끝났고, 1285년과 1288년에는 베트남을 침공했지만 쩐 왕조에게 차례로 패배했다. 그 이전에는 1276년 중앙아시아에서 하이두와 대치하던 원나라 군대에서 몽케의 아들 시리기가 반란을 일으켜 하이두의 세력 확대를 허용시켰다. 남송을 배신하고 투항한 한족들은 그만한 대우를 원했지만 몽골인들의 지배는 가혹하였고 한족들은 빈번히 반란을 일으켰으나 반란군들은 모두 평정되었다.
그런데도 쿠빌라이는 3번째 일본원정을 계획하는 등 적극적인 대외원정을 추진했으나, 1287년 즉위 때 지지모체였던 동쪽 3왕가가 나얀을 지도자로 삼아 반기를 들었고, 또한 중국 내에서도 한족들의 반란이 빈발했기 때문에 만년의 쿠빌라이는 이에 대응하는데 시간을 보내 일본원정도 포기했다. 또 1292년 참파원정을 시도했으나 이것도 패배로 끝났다. 무엇보다도 동남아시아에 대한 원정은 상업로의 개척에 뜻을 둔 경우가 강해, 최종적으로는 해상루트의 안전이 확보되었기 때문에 결과적으로는 성공이라 말할 수 있었다. 1307년 테무르가 후계자를 남기지 않고 죽자, 몽골 제국에서 되풀이 되던 후계자 쟁탈전이 다시 재연되어 황제의 자리를 둘러싸고 모후, 외척, 권신 등 몽골 귀족끼리의 격렬한 권력 다툼이 되풀이 되었다.
또 권력 다툼의 중심이 된 이들은 칭기즈 칸의 황후 보르테, 쿠빌라이의 황후 차브이, 테무르의 모친 코코진 등의 출신부족에서 쿠빌라이, 테무르의 2대에 걸쳐 외척으로 권세를 누렸던 옹기라트부를 중심으로 결속된 원나라의 궁정귀족들이었다. 테무르의 황후 브르간은 곤기라트부의 출신이 아니었기 때문에 귀족의 힘을 억누르기 위해 테무르의 종제였던 안서왕 아난다를 황제로 맞이했으나, 방계 즉위에 의해 기득권을 위협받는 것을 두려워한 중신들은 쿠데타를 일으켜 브르간과 아난다를 살해하고, 몽골고원의 방위를 담당하던 테무르의 조카 카이산을 황제로 맞이했다.
카이산의 사후는 동생 아유르바르와다가 제위를 이었으나, 그의 치세는 대대로 옹기라트씨 출신의 황후에게 상속된 막대한 재산의 상속자였던 곤기라트부 출신의 아유르바르와다의 어머니 다기 카톤이 궁정내의 권력을 장악하여 칸의 명령보다도 모후의 명령이 더 권위를 가질 정도라고 이야기 되었다. 그 때문에 비교적 안정된 아유르바르와다의 치세가 1320년에 끝나고, 1322년에 다기가 죽자 다시 정쟁이 재연되었다. 다음해 1323년 아유르바르와다의 뒤를 계승한 시데바라가 살해당한 것을 계기로 아유르바르와다가 죽은 뒤부터 1333년 토곤 테무르가 즉위할 때까지 13년간 7명의 황제가 차례로 교대하는 이상사태가 발생했다.
겨우 제위가 안정된 것은 다수의 황족이 황위를 둘러싼 항쟁에 의해 쓰러진 끝에, 광서에서 추방생활을 보내던 토곤 테무르의 즉위에 의해서였다. 그러나 토곤 테무르는 이 시기 권력을 장악하던 태평왕(太平王) 엘 테무르에게 묶여있어, 엘 테무르가 병사할 때까지 정식으로 즉위할 수 없었다. 거기에 에르 테무르의 사후에는 아스트 친위군 사령관인 바얀이 엘 테무르의 유아를 살해하고 황제를 능가하는 권력을 장악했고, 1340년에는 바얀의 조카 토구다가 백부를 쿠데타로 살해하고 그 권력을 빼앗는 등, 원나라의 궁정은 거의 군벌의 내부항쟁에 의해 움직이고 있었다. 거기에 성인이 된 칸도 권력을 둘러싼 대립이 더해져 1347년부터 1349년까지 토구다가 추방당하는 등 중앙정국의 혼란은 계속되었다.
이 정치혼란 속에서 어느덧 유럽에 유행하던 흑사병과 유사한 것으로 보이던 전염병이 중국에 유행하였고, 차례로 천재지변이 농촌을 황폐화 시켰다. 그러나 중앙 정부의 권력 다툼에 마음을 빼앗긴 권력자들은 이에 대한 유효한 대책을 충분히 실행하지 못했기 때문에 국내는 급속히 황폐화되고, 원나라의 지배에 대한 한족들의 불만과 공업중시의 원나라의 정책이 만들어낸 경제착취에 괴로워하던 농민의 궁핍 등이 원인이 되어 지방에서는 급속히 불온한 움직임이 높아져만 갔다.

### 명나라의 건국
1348년 절강의 방국진(方國珍)이 해상에서 반란을 일으킨 것을 시작으로 전국에서 차례로 반란이 일어나, 1351년에는 가노에 의해 황하의 개수공사를 시키던 백련교도인 홍건당이 봉기했다. 1354년 대규모 토벌군을 이끈 토크토아가 그가 강대한 군사력을 가지는 것을 두려워한 토곤 테무르에 의해 경질되어 살해당하자, 이것을 대칸의 권력회복과 맞바꾸어 군벌에게 의지하던 원나라의 군사력을 크게 약화시키게 되었다. 이 때 홍건당에서 두각을 나타낸 주원장이 기타 반란자들을 차례로 쓰러뜨리고 화남을 통일해 1368년 난징에서 황제로 즉위하여 명나라를 건국하였다.
주원장은 즉위하는 동시에 대규모의 북벌을 개시하여 원나라의 수도 대도(지금의 베이징)에 육박했다. 여기까지 이르자 몽골인들은 도저히 중국을 지배하는 것은 불가능하다는 것을 간파하고, 1368년 토곤 테무르는 대도를 버리고 북쪽의 몽골고원으로 물러났다. 일반적인 중국사의 서술에서는 토곤 테무르의 북쪽으로의 이동에 의해 원 왕조는 끝난 것으로 보았으나, 토곤 테무르의 대칸정권은 이후에도 몽골고원에서 북원으로 존속하였다. 거기에 왕조의 연속성을 보더라도 원 왕조는 1368년을 기점으로 멸망이라고 말할 수 없었고, 이 이후의 원 왕조는 북원이라 부르면서 이때까지의 원나라와 구별하는 것이 보통이었다. 그러나 토곤 테무르의 두 아들이었던 아유르시리다라와 토구스 테무르가 차례로 황제의 지위를 이었고, 명나라는 당연히 이 즉위를 인정하지 않고, 별칭을 이용하였다. 1388년 토구스 테무르가 살해당하자 쿠빌라이 이래의 직계 황통은 단절되었다.
명나라 건국은 단순히 몽골민족의 패배는 아니었다. 원나라를 지나면서 지배층이던 몽골민족의 피가 강제적으로 한족 피지배층에게 주입되었고 피지배층 한족들은 극심한 차별 속에서도 원나라에 충성하게 되었기 때문이며 명나라 건국에도 당시 칼 등을 소지할 수 없었던 한족들을 대신에 몽골 민족들이 주원장에 협력하여 명나라를 건국했기 때문에 몽골민족들은 명나라에서도 군사적으로 지배층에 있을 수 있었다. 즉 화북에서는 먼저 황하의 개수 등에 의해 재해를 방지하기 위한 일로 인해 원나라의 구심력이 일시적으로 높아졌던 시기가 있었다. 또한 당시 원나라의 지배층에 있던 몽골 장수들의 지원으로 인해 주원장이 명나라를 건국할 수 있어서 당시 군사 부분에서는 명나라 때에도 몽골인들이 지배층으로 있었기 때문이다. 또한 한족의 관리 중에는 한족이 피지배층이면서도 몽골인의 피가 섞이게 되었고 앞에서 나온 가노를 시작으로 원 왕조에 충성을 다하여 명나라군과 반란세력과 싸우다 전사한 이들도 많았고, 1367년 명나라군에게 붙잡힌 호부상서 장욱은 주원장의 항복권고에 대해 “몸은 강남에 있어도, 마음은 삭북을 생각하고 있다.”라는 유서를 남기고 처형장으로 향했다고 한다.

### 북원
북원에서는 1388년 토구스 테무르의 자손이 끊어지면서 쿠빌라이 가문의 대칸 세습이 끝나고, 쿠빌라이 왕조인 원나라는 단절되었다. 차하르 칸국은 나름 힘을 길러 다얀 칸 때에 이르러 대원황제를 다시 선포하며, 명나라에서 오는 한족 이주민들을 시켜 귀화성이라는 중국식 도시를 짓게 하기도 했다.

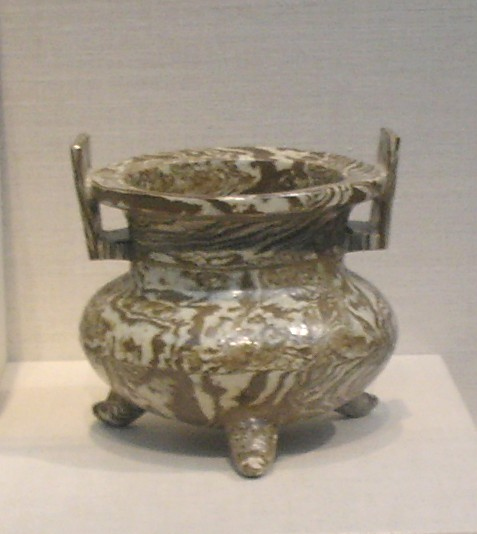
원나라 시대의 석제 향로

## 영향
원나라 시대에는 민족성 다양성에 힘입어 다양한 문화적 발전이 일어났다. 소설과 연극 분야에서 획기적인 변혁이 일어났으며, 특히 백화문을 사회 각계에서 사용하기 시작하였다. 또한 이 시대에 중앙아시아와 중원 지역이 하나로 통합되며, 동양과 서양 간 교류도 전보다 훨씬 활발해졌다. 몽골 제국의 광대한 영토는 국경을 접하고 있는 모든 문화권들의 영향을 받아들일 수 있게 하였고, 수없이 다양한 문화권에 속한 사람들이 중화권으로 쏟아져 들어옴에 따라 중국의 문화에도 대변화가 일어났다. 원나라가 멸망할 때까지 무역과 경제가 크게 번성하였으며, 페르시아, 아라비아 등에서 뻗어있는 무역로에서 들어오는 상인들이 시장 경제를 촉진하였다. 원나라 황실은 불교를 신봉했는데, 특히 티베트 불교가 성행하였다. 원나라 시대에 중국으로 들어온 무슬림들은 중동의 발달한 의학, 약학, 의복, 식품 등을 동아시아에 전파하였으며, 당근, 튤립, 레몬, 멜론, 사탕수수, 목화 등의 고급 작물들도 원나라 시대에 동아시아에 성공적으로 자리잡았다.
서양의 악기들도 도입되어 중국의 음악을 발전시켰다. 이 시기에는 이슬람교에게도 매우 중요한 시기였는데, 중앙아시아에 살고 있던 중국인들 다수가 이슬람으로 개종하여 아시아 지역에 영향력을 끼치게 된 것이다. 네스토리우스파와 로마 가톨릭도 관용적인 원나라의 종교 정책에 힘입어 중국으로 진출했고, 티베트 불교를 포함한 불교도 전성기를 누렸다. 다만 도교는 원나라의 박해를 받아 세가 주춤하기는 하였다. 유교도 중요시되었다. 원나라는 선대 왕조들의 본을 받아 유교적인 관료제를 채택하였고, 유교적인 과거제를 통하여 관리들을 임용하였다. 이는 금나라 통치 시절 이후 북부 중국에서 단절되었던 유교적 학풍을 되살렸던 것으로, 한족 통치를 원할히 하기 위하여 실시했던 것이다. 원나라에서는 워낙 넓은 영토를 통치하다 보니 탐험 문학도 발달하였고, 지도학, 지리학, 수학, 천문학, 역법 등도 크게 발전하였다.
원나라 대에 중국에서 발명된 물건들도 많이 유럽과 서아시아 지역으로 수출되었다. 질산 칼륨, 종이, 도자기, 카드, 의약품 등이 주로 수출되었으며, 중국에서는 활발한 무역에 힘입어 칠보와 유리 공법이 발달하였다. 원나라는 뒤이어 중국을 통치한 명나라에게도 영향을 끼쳤는데, 초대 황제 주원장은 몽골이 군사적으로 중국을 통치한 방법에 감탄하여 이들의 군사 기지들과 요새들을 그대로 사용하였을 정도였다.
서양인들이 동양으로 여행을 왔다가 남긴 첫 기록물이 바로 원나라 시대에 나왔다. 베네치아의 상인 마르코 폴로가 저술한 동방견문록이 바로 원나라의 쿠빌라이 칸 시대를 묘사한 것이기 때문이다. 마르코 폴로는 그의 저서에 '칸발리크'라는 도시를 다녀왔다고 적었는데, 이 것이 바로 원나라의 수도였던 대도였다. 동방견문록은 당시 동방에 대하여 아무 지식이 없던 서양인들에게 신선한 충격을 주었으며, 이국적인 분위기와 생생한 묘사 등으로 큰 인기를 끌었다. 책 내용을 분석하면 마르코 폴로가 중국을 다녀온 시기는 1299년으로 보인다. 다만 마르코 폴로가 중국의 가장 핵심적인 건축물 만리장성을 언급하지 않았고, 전족 등에도 한마디 언급이 없는 것으로 보아 신빙성에 의심이 가기도 한다. 그럼에도 불구하고 학계는 동방견문록이 실제로 마르코 폴로의 모험에 기반하여 쓴 것이며 대부분이 매우 정확하고 독특하여 사료적 가치가 높다고 평가하고 있다.
원나라 정부는 다양한 공공 사업을 벌였다. 쿠빌라이 칸의 핵심 연구자들 가운데에는 저명한 천문학자 곽수경이 있었는데, 그는 원나라가 태음태양력을 정확히 365.2425일로 계산하는 것에 업적을 남겼다. 이는 현대의 그레고리력으로 계산한 것과도 26초의 오차밖에 없을 정도로 매우 정확한 수치였다. 원나라는 방대한 영토를 다스리기 위해 도로와 수로 사업도 활발히 벌였다. 기근을 대비하기 위하여 제국 전역에 곡식창고들이 지어졌고, 수로를 건설하여 농지를 개간하여 생산량을 늘렸던 것이다. 원의 수도였던 대도에는 거대한 인공 연못, 언덕, 산, 공원들과 함께 거대한 칸의 궁전이 지어졌고, 이 아름다움은 상상을 초월했다고 전해진다. 대도는 이 때 대운하의 종착점으로 기능하며 경제적인 부를 누렸는데, 이는 대운하가 원나라 시대에 재정비되어 내지와 해양을 연결하며 중국 내부의 무역, 일본, 고려, 심지어는 유럽까지도 활발하게 이었기 때문이었다. 유럽인 여행가들은 이 대운하를 통하여 새로운 작물들, 수수새속, 이국적인 요리법 등을 들여와 중화 문화를 더욱 풍요롭게 하는 데에 일조하기도 했다.
원나라는 이전에도 북위 등 많은 이민족 국가들이 중국 전역을 통치하였고 한족들에게 있어서 이민족 지배자가 중국을 통치하는 것은 흔한 일이었다. 이전의 여진족이 세운 금나라도 중국 중부 지역까지 통치하기는 하였고 그 때도 여전히 한족이 세운 송나라가 남부 지역에서 굳건히 버티고 있었으나 금나라에 조공하였다. 몽골 역사학계는 보통 원나라를 몽골 제국의 후신으로 보며, 이 때를 몽골의 최극성기로 보기도 한다. 몽골인들은 하늘을 숭배하는 것으로 잘 알려져 있는데, 몽골족들은 이 같은 세계관에 입각하여 원나라를 '생명, 행복, 평화, 힘의 근원이자 이 외에 존재하는 것은 아무 가치가 없다.'라고 찬양할 정도였다. 심지어는 원나라를 중국의 왕조로 평가하지 않는 역사학자들도 있을 정도이다. 이들은 원나라 시대에 한족이 전혀 절대로 융화되지 못했고 오히려 한족들은 2등 시민으로 대우받았기 때문이다.
원나라 황실의 색은 백색이었다. 금속을 상징하는 색깔인데, 이같이 나라의 상징색에 원소의 의미를 부여하는 것은 진나라 시절부터 거슬러 온 것이다. 중국 전통의 용무늬 장식은 일 칸국에게도 전파되었다. 일 칸국에 피지배층인 민족들은 칸들을 중국식 호칭인 '왕'으로 불렀다.

## 정치
쿠빌라이는 중국식의 행정기구를 완비시켰는데 내각에 해당되는 최고 행정관청인 중서성(中書省), 군사(軍事)를 다루는 추밀원(樞密院), 감찰기구인 어사대(御史臺)는 모두 송대(宋代)의 형태를 답습한 것으로서 이 점에서도 몽골로부터의 이탈을 엿볼 수 있다. 한편으로는 지금까지의 중국 왕조에서 볼 수 없었던 특색도 많았다. 칭기즈칸은 제국(帝國)의 영역이 확대되자, 중국이나 중앙아시아의 농경문화권에 도시를 중심으로 점령지 행정관(行政官)을 두어 민정(民政), 징세(徵稅) 등의 정무를 총괄하게 했다. 이것이 다루가치로 불리는 관직으로서, 원의 시대가 되자 각 지방 관청 및 군관구(軍官區)에 설치되고 원칙적으로 몽골인을 임명함으로써 감찰기구의 성격도 아울러 갖추게 되었다. 이 다루가치 위에는 이미 오고타이 칸의 시대에 대다루가치가 총괄적으로 설치되었는데, 대다루가치의 관할범위를 하나로 묶어 중서성(中書省)의 출장기관인 행중서성(行中書省)을 설치하기 시작했다. 몽골제국시대의 행성은 정토(征討) 등에 수반되는 중앙의 임시 출장기관인 동시에 지방 행정부도 겸했었는데, 원대(元代)에 와서 특히 강남을 통일 한 뒤로는 11행성으로써 중앙 직할지인 허베이(河北), 산둥(山東), 산시(山西), 내몽골(內蒙古) 이외를 구획하는 형태가 되었다. 현재도 사용되고 있는 지방구획의 단위인 성(省)은 이 때의 원나라 행성(行省)에서 시작된 것이다. 그리고 각 행성 아래에는 명칭만 송을 계승한 노(路), 그 밑에 주 (州)·현(縣)을 두어 그것을 축(軸)으로 하여 한족(漢族) 통치가 전개되었다.

## 신분 제도
원나라는 자국인 제일주의라는 이념을 가지고 있었기 때문에 몽골인(국족)→색목인→한인(여진(女眞), 발해(渤海), 고려(高麗)를 비롯하여 한인세후(漢人世侯) 아래에 있던 중국인)→남송인(남인)의 계급순으로 구성된 신분 제도를 실시하였다. 10 가구의 한인당 한 명의 몽골 병사의 시중을 들어야 했으며, 몽골족은 이들의 반란이 두려워서, 여러 사람이 만나거나 모이는 것을 금지시키고 10 가구에 오직 하나의 부엌칼만 가질 수 있게 하는 등 차별 정책이 극심했다.

물론 이러한 조항이 실시된 건 일부 지역에 한정되어 있었고, 특히 강남 지역에서는 송대부터 터잡고 살아온 한족 호족들의 자치가 실시되는 지역이 태반이었다. 애당초 몽골은 이 차별 정책을 중국 전토에 시행할 만한 행정 역량 자체가 없었기 때문이다. 물론 이를 잘 알고 있는 원나라측에서 갈아엎으려는 시도가 몇 번 있었지만 자체 분열로 그럴 여력이 없었다.
중국 중세사의 권위자로 손꼽히는 프린스턴대의 Frederick W. Mote 교수에 의하면 부유하고 영향력 있는 몽골인들이 존재한 반면 가난하고 착취당하는 더 많은 몽골인들이 존재했다고 한다. 철경록 등에서도 나온 것처럼 끝까지 항복하지 않은 자들이나 정복 과정에서 얻은 포로들은 노예가 되었지만 의외로 귀족들이 망했고 양민들은 유의미한 차이가 없었다고 한다. 다만 사대부나 형세호들이 망했다는 주장은 민중사학적 감성으로 과거 기록과 좀 다른 부분도 있다.
원나라 왕조 아래에서 한족이 몽골인을 노예로 삼은 경우도 있었다고 한다.
최근 중국 학자들은 더 이상 '4계급'(class)이란 용어를 사용하지 않는다. 대신에 '4계층'(rank) 또는 '4지위'(level)라는 용어를 사용한다. 4계층은 경제적 지위나 사회적 권력(social power)을 규정한 것이 아니라 특정한 종류의 특전(previlege)을 규정한 것이었다. 실제로, 몽골인들이 속해 있던 계층에도 불구하고 부유하고 영향력 있는 몽골인들이 존재한 반면 가난하고 착취당하는 더 많은 몽골인들이 존재했다. 그리고 '한인' 또는 '남인'으로 폄하된 중국인들 가운데서도 몽골 정복 이전의 중국 사회에서와 같은 부와 지위에 따른 계층 구분이 계속해서 존재했다. 한때 자신들만의 사회에서 명성과 특권을 누리던 중국 상류층들에게 있어서 원나라의 제도가 이전보단 현상 유지에 대한 그들의 믿음을 담보해주지 못했던건 사실이다. 실제로 그들 중 많은 이들이 몽골 정복 초창기에 노예상태(servitude)에 처하기도 했다. 그럼에도 불구하고, 한족 사회는 일시적인 진통을 겪었을 뿐 영구적으로 변형되지 않았는데, 몽골의 서투른 사회공학(social engineering) 덕분이었다.
이에 따르면 원나라 통치 시기 '4계층' 구분은 귀족들에게나 적용되는 특전(previlege)의 정도였을뿐 일반민들의 사회적 지위를 구분짓는 제도가 아니었던 것이다. 상기했듯 행정 능력이 부족했던 몽골인들은 제국을 운영하는 과정에서 필수적으로 한족들의 도움을 받을 수 밖에 없었다. 게다가 강남을 아예 한족들의 자치에 맡겨 두고 중앙에만 신경 쓰게 되니, 이로서 동시대 남송인들은 고려인들과 달리 몽골풍을 강요당하지도 않았고, 향촌 사회를 유지하며 천자만이 시행할 수 있는 과거 시험을 개최하는 등 사실상 중세 유럽의 봉건 국가 수준의 자치를 누렸다. 남송 사회가 누릴 수 있었던 이와 같은 특혜의 배경엔 몽골 침략 당시 최전선에서 활약했던 국가 지도부의 공덕이 있었다. 몽골은 중국을 정복하는 과정에서 투항하는 금과 남송의 귀족 및 군벌들에게 영지를 분봉하고, 왕부를 설치해 자치를 실시하도록 했는데, 전체 원 국토의 1/3을 이 왕부가 관할하고 있었으며, 왕부의 호족들은 원정부의 영향이 미치지 않는 독자적인 징세권과 징병권도 가지고 있었다. 이와는 별도로 몽골인들은 한족들로만 이루어진 군사 조직인 '한군만호부'도 두었는데, 지휘관들은 그 직위와 둔전을 대대로 세습했다. 이러한 토대가 결국 중국이 몽골의 지배를 1세기만에 종식시킬 수 있었던 원동력이 되는바, 몽골의 침략에 오랜 기간 항전하며 권리를 관철시켜나간 국가 지도부의 항전 의지와 솔선수범이 있었기에 가능했던 것이다.

## 문화
몽골제국은 멀리 유럽에 펼쳐진 대제국으로서 참치(站赤) 제도가 정비되자 파미르고원을 넘어서 실크 로드를 왕래하는 대상(隊商)도 증가하여 동서 문화의 교류가 활기를 띠고 유럽의 선교사나 상인·여행가가 속속 동방 세계를 방문했다. 그리고 송나라의 경제력을 이어받아서 해상무역을 더욱 활성화 시키고 중통원보교초, 지원통행보초 등의 지페를 유통시켜서 어음이 사용되고 금융업이 발전했다. 그리고 바닷길과 하천으로는 양쯔강과 대운하, 해안지대의 시박사를, 육지로는 중국 지역에만 1500개나 존재할 정도로 많은 역참을 이용하여 물자의 유통량과 속도를 모두 크게 증가시켜서 원나라의 부는 세계 어디를 봐도 비교 대상이 없을 정도였다. 서방 문화의 유입 가운데서 중국에 전래한 이슬람 문화는 그 영향이 가장 현저하여 페르시아나 아라비아의 자연과학이나 미술에는 주목할 것이 많다. 중국의 전통 문화는 원조(元朝)가 무시했기 때문에 정체했다. 특히 유학의 경시는 학문 발전의 장해가 되었다. 반면 서민 문학은 성행하여 중국 문학사에서 한문·당시(唐詩)·송사(宋詞)와 견주는 대표적인 문학의 하나인 원곡(元曲)이라 불리는 희곡(戱曲)이 융성했다. 회화에서는 송의 원화체(院畵體)나 문인화(文人畵)의 화풍을 엮은 명장(名匠)이 배출되었다. 또한 원조의 종교 정책은 극히 관대하여 이슬람교·그리스도교가 상당히 퍼졌고, 티베트 불교도 티베트에서 전파돼 중국 불교 역사에 이채를 던졌다.

### 음악
원나라 시대의 음악을 호악(胡樂, 오랑캐 음악)이라고 하였는데 원 간섭기 시절 고려의 음악에 영향을 주었다. 이 시기에 도입된 원나라 악기가 해금과 태평소다.

### 미술
원대의 화가는 화원계(畵院系), 문인계(文人系), 거기에 산수화의 이곽파(李郭派) 등 셋으로 대별된다. 원대에는 화원(畵院)의 제도는 없었고, 남송의 멸망과 더불어 화공(畵工)은 후원자를 상실하여, 거의 대부분 저장지방(浙江地方)의 한 양식을 형성하는 것으로서 정착하였다. 그러나 중국 내에서의 평판은 그리 좋은 편은 못 되었다. 화원계의 화인에 비하여 문인화가의 활약은 눈부신 바 있어 동원(董源)·미불 미우인(米友仁) 등과, 또 한편으로는 이곽파의 화가들도 이성(李成), 곽희(郭熙) 등을 스승으로 받들고, 북송(北宋)으로의 복귀운동을 전개하였다. 그러나 북송의 여러 선학들의 예술의 본질은 상실되어 자연을 관찰하는 의욕도 희박해지고 기법상으로도 조잡하여, 산수화로서는 구도에 있어 통일성이 결여되고 화면의 원근 표현도 성공을 보지 못하였다. 조맹부에서 비롯된 복고운동은 원말 황공망(黃公望), 왕몽(王蒙), 오진(吳鎭), 예찬(倪瓚)의 4대가에 이르러 남종(南宗) 산수화풍의 전형이 완성케 되었다. 명말의 동기창(董其昌)은 4대가 이후에 규범이 될 수 있는 강렬한 개성적인 작가는 없다고 주장하고, 그 결과 ‘방 아무개’라고 낙관한 산수화가 이의적(二義的)인 모사(模寫)는 아니고 독립된 작품으로서 성행하게 되었다.

### 문학
가무(歌舞), 음곡(音曲), 연기(演技)를 통합한 중국식 오페라라고도 할 수 있는 원곡, 즉 원잡극(元雜劇)이야말로 바로 몽골 왕조의 지배라는 특수상황 아래에서 성숙하여 발전한 것이다. 원잡극은 희극(戱劇) 등(직접적으로는 金의 院本雜劇)을 계승하여 생겨난 것으로 배우가 무대에서 노래를 부르고 대사를 말하고 동작을 보이는 것인데, 대도(大都)에서 유행했기 때문에 북곡(北曲)이라 불린다. 원의 곡은 4막으로 이루어지며 비파(琵琶)를 중심으로 한 몇 가지 악기를 구사한다. 정말(正末), 정단(正旦)을 비롯하여 충말(沖末), 정(淨), 축(丑) 같은 배역이 정해지며, 주역의 말(末)과 단(旦)만이 노래를 부른다. 그것은 내용적으로는 일반 대중이 받아들이기 쉬운 구어(口語)를 한껏 구사하고 과거(科擧)의 문이 막힌 지식인층에서 작자(作者)를 끌어들여 신선한 문예의 한 장르로서 지위를 굳히기에 이르렀다. 대표작은 『서상기(西廂記)』 『한궁추(漢宮秋)』 등이다. 북곡이 엄격한 규칙을 갖는 데 반해 원의 중엽 이후 강남(江南) 지방에서 일어난 남곡(南曲)은 자유롭고 무대의 변화가 많고 화려하다. 남곡의 대표작으로는 『비파기(琵琶記)』가 있다.

## 역대 칸(汗)
| 대수 | 묘호                    | 시호                                  | 성명                | 재위기간        | 기타                                         |
| ---- | ----------------------- | ------------------------------------- | ------------------- | --------------- | -------------------------------------------- |
| -    | 희조 (熙祖) (세조 추숭) | 의현황제 (毅玄皇帝)                   | 보돈차르 (ᠪᠣᡩᠠᠨᠴᠠᡵ) | -               | 칭기스 칸의 10대조                           |
| -    | 선조 (宣祖) (세조 추숭) | 공철황제 (功哲皇帝)                   | 카불 (ᠬᠠᠪᠤᠯ)        | -               | 칭기스 칸의 증조부                           |
| -    | -                       | -                                     | 암바가이 (ᠠᠮᠪᠠᠭᠠᠢ)  | -               | 칭기스 칸의 재종 증조부, 카불 칸의 사촌 형제 |
| -    | -                       | -                                     | 쿠툴라 (ᠬᠤᠲᠤᠯᠠ)     | -               | 칭기스 칸의 종조부, 예수게이의 숙부          |
| -    | 열조 (烈祖) (세조 추숭) | 신원황제 (神元皇帝)                   | 예수게이 (ᠶᠢᠰᠦᠭᠡᠢ)  | 1160년 ~ 1171년 | 칭기스 칸의 생부                             |
| -    | 태조 (太祖)             | 법천계운 성무황제 (法天啓運 聖武皇帝) | 테무진 (ᠲᠡᠮᠦᠵᠢᠨ)    | 1189년 ~ 1206년 | -                                            |

| 대수  | 어진 | 묘호                    | 시호                                  | 칸호                     | 성명                                    | 연호                                                  | 재위기간        |
| ----- | ---- | ----------------------- | ------------------------------------- | ------------------------ | --------------------------------------- | ----------------------------------------------------- | --------------- |
| 제1대 |      | 태조 (太祖)             | 법천계운 성무황제 (法天啓運 聖武皇帝) | 칭기스 칸 (ᠴᠢᠩᠭᠢᠰ ᠬᠠᠭᠠᠨ) | 보르지긴 테무진 (ᠪᠣᠷᠵᠢᠭᠢᠨ ᠲᠡᠮᠦᠵᠢᠨ)      | -                                                     | 1206년 ~ 1227년 |
| 추존  |      | 목종 (穆宗) (세조 추숭) | 도녕황제 (道寧皇帝)                   | -                        | 보르지긴 주치 (ᠪᠣᠷᠵᠢᠭᠢᠨ ᠵᠥᠴᠢ)           | -                                                     | -               |
| 추존  |      | 성종 (聖宗) (세조 추숭) | 충무황제 (忠武皇帝)                   | -                        | 보르지긴 차가타이 (ᠪᠣᠷᠵᠢᠭᠢᠨ ᠴᠠᠭᠠᠲᠠᠢ)    | -                                                     | -               |
| 임시  |      | 예종 (睿宗) (세조 추숭) | 인성경양황제 (仁聖景襄皇帝)           | 이크 칸 (ᠶᠡᠬᠡᠢ ᠬᠠᠭᠠᠨ)    | 보르지긴 툴루이 (ᠪᠣᠷᠵᠢᠭᠢᠨ ᠲᠣᠯᠦᠢ)        | -                                                     | 1227년 ~ 1229년 |
| 제2대 |      | 태종 (太宗)             | 영문황제 (英文皇帝)                   | -                        | 보르지긴 우구데이 (ᠪᠣᠷᠵᠢᠭᠢᠨ ᠥᠭᠡᠳᠡᠢ)     | -                                                     | 1229년 ~ 1241년 |
| 섭정  |      | -                       | 소자황후 (昭慈皇后)                   | -                        | 나이만 퇴레게네 (ᠨᠠᠶᠢᠮᠠᠨ ᠲᠥᠷᠡᠭᠡᠨᠡ)      | -                                                     | 1241년 ~ 1246년 |
| 제3대 |      | 정종 (定宗)             | 간평황제 (簡平皇帝)                   | -                        | 보르지긴 귀위크 (ᠪᠣᠷᠵᠢᠭᠢᠨ ᠭᠦᠶᠦᠭ)        | -                                                     | 1246년 ~ 1248년 |
| 섭정  |      | -                       | 흠숙황후 (欽淑皇后)                   | -                        | 오굴 카미시 (ᠥᠭᠦᠯ ᠺᠠᠢᠮᠢᠱ)               | -                                                     | 1248년 ~ 1251년 |
| 제4대 |      | 헌종 (憲宗)             | 환숙황제 (桓肅皇帝)                   | -                        | 보르지긴 뭉케 (ᠪᠣᠷᠵᠢᠭᠢᠨ ᠮᠣᠩᠺᠡ)          | -                                                     | 1251년 ~ 1259년 |
| 제5대 |      | 세조 (世祖)             | 성덕신공 문무황제 (聖德神功 文武皇帝) | 세첸 칸 (ᠰᠡᠴᠡᠨ ᠬᠠᠭᠠᠨ)    | 보르지긴 쿠빌라이 (ᠪᠣᠷᠵᠢᠭᠢᠨ ᠬᠤᠪᠢᠯᠠᠢ)    | 중통(中統) 1260년 ~ 1264년 지원(至元) 1264년 ~ 1271년 | 1260년 ~ 1271년 |
| 대립  |      | -                       | -                                     | -                        | 보르지긴 아리크부카 (ᠪᠣᠷᠵᠢᠭᠢᠨ ᠠᠷᠢᠭᠪᠦᠬᠡ) | -                                                     | 1260년 ~ 1264년 |

| 어진 | 대수         | 묘호                            | 시호                                              | 칸호                               | 성명           | 연호                                                                                               | 재위기간                 |
| ---- | ------------ | ------------------------------- | ------------------------------------------------- | ---------------------------------- | -------------- | -------------------------------------------------------------------------------------------------- | ------------------------ |
|      | 제1대        | 원 세조 (元世祖)                | 성덕신공문무황제 (聖德神功文武皇帝)               | 세첸 카안(ᠰᠡᠴᠡᠨ ᠬᠠᠭᠠᠨ)             | 쿠빌라이       | 지원(至元) 1271년 ~ 1294년                                                                         | 1271년 ~ 1294년          |
|      | -            | 원 유종 (元裕宗) (원 성종 추숭) | 문혜명효황제 (文惠明孝皇帝)                       | -                                  | 친킴           | -                                                                                                  | -                        |
|      | 제2대        | 원 성종 (元成宗)                | 흠명광효황제 (欽明光孝皇帝)                       | 울제이투 카안(ᠲᠡᠮᠦᠷ ᠬᠠᠭᠠᠨ)         | 테무르         | 원정(元貞) 1295년 ~ 1297년 대덕(大德) 1297년 ~ 1307년                                              | 1294년 ~ 1307년          |
|      | -            | 원 순종 (元順宗) (원 무종 추숭) | 소성연효황제 (昭聖衍孝皇帝)                       | -                                  | 다루마바라     | -                                                                                                  | -                        |
|      | 섭정         | 원 인종 (元仁宗)                | 성문흠효황제 (聖文欽孝皇帝)                       | 부얀투 카안(ᠪᠤᠶᠠᠨ ᠲᠤ ᠬᠠᠭᠠᠨ)        | 아유르바르와다 | 대덕(大德) 1307년                                                                                  | 1307년                   |
|      | 제3대        | 원 무종 (元武宗)                | 인혜선효황제 (仁惠宣孝皇帝)                       | 쿨룩 카안(ᠬᠥᠯᠥᠭ ᠬᠠᠭᠠᠨ)             | 카이샨         | 지대(至大) 1308년 ~ 1311년                                                                         | 1307년 ~ 1311년          |
|      | 제4대        | 원 인종 (元仁宗)                | 성문흠효황제 (聖文欽孝皇帝)                       | 부얀투 카안(ᠪᠤᠶᠠᠨ ᠲᠤ ᠬᠠᠭᠠᠨ)        | 아유르바르와다 | 황경(皇慶) 1312년 ~ 1313년 연우(延祐) 1314년 ~ 1320년                                              | 1311년 ~ 1320년          |
|      | 제5대        | 원 영종 (元英宗)                | 예성문효황제 (睿聖文孝皇帝)                       | 게겐 카안(ᠭᠡᠭᠡᠨ ᠬᠠᠭᠠᠨ)             | 시디발라       | 지치(至治) 1321년 ~ 1323년                                                                         | 1320년 ~ 1323년          |
|      | -            | 원 현종 (元顯宗) (원 진종 추숭) | 광성인효황제 (光聖仁孝皇帝)                       | -                                  | 카말라         | -                                                                                                  | -                        |
|      | 제6대        | 원 진종 (元眞宗)                | 흠인대효황제 (欽仁大孝皇帝) (진왕<晉王>)          | -                                  | 예순 테무르    | 태정(泰定) 1324년 ~ 1328년 치화(致和) 1328년                                                       | 1323년 ~ 1328년          |
|      | 제7대        | -                               | 덕효황제 (德孝皇帝) (폐황제<廢皇帝>) (유주<幼主>) | -                                  | 라기박         | 천순(天順) 1328년                                                                                  | 1328년                   |
|      | 제8대 제10대 | 원 문종 (元文宗)                | 성명원효황제 (聖明元孝皇帝)                       | 자야아투 카안(ᠵᠠᠶᠠᠭᠠᠲᠤ ᠬᠠᠭᠠᠨ)      | 톡 테무르      | 천력(天曆) 1328년 ~ 1330년 지순(至順) 1330년 ~ 1332년                                              | 1328년 ~ 1329년 ~ 1332년 |
|      | 제9대        | 원 명종 (元明宗)                | 익헌경효황제 (翼獻景孝皇帝)                       | 쿠툭투 카안(ᠬᠤᠲᠤᠭᠲᠤ ᠬᠠᠭᠠᠨ)         | 쿠살라         | 천력(天曆) 1329년                                                                                  | 1329년                   |
|      | 제11대       | 원 영종 (元寧宗)                | 충성사효황제 (沖聖嗣孝皇帝)                       | 에르데네초트 카안(эрдэнэцогт хаан) | 린친발         | 지순(至順) 1332년                                                                                  | 1332년                   |
|      | 섭정         | 덕충무왕 (德忠武王)             | -                                                 | -                                  | 엘 테무르      | 지순(至順) 1332년 ~ 1333년                                                                         | 1332년 ~ 1333년          |
|      | 제12대       | 원 혜종 (元惠宗)                | 선인보효황제 (宣仁普孝皇帝) (순황제<順皇帝>)      | 우카가투 카안(ᠤᠬᠠᠭᠠᠲᠤ ᠬᠠᠭᠠᠨ)       | 토곤 테무르    | 지순(至順) 1333년 원통(元統) 1333년 ~ 1335년 지원(至元) 1335년 ~ 1340년 지정(至正) 1341년 ~ 1368년 | 1333년 ~ 1368년          |

| 어진 | 대수  | 묘호             | 시호                                                      | 성명                                           | 연호                       | 재위기간        |
| ---- | ----- | ---------------- | --------------------------------------------------------- | ---------------------------------------------- | -------------------------- | --------------- |
|      | 제1대 | 원 혜종 (元惠宗) | 선인보효황제 (宣仁普孝皇帝) (순황제<順皇帝>)              | 보르지긴 토곤테무르 (孛兒只斤妥懽帖睦爾)       | 지정(至正) 1368년 ~ 1370년 | 1368년 ~ 1370년 |
|      | 제2대 | 원 소종 (元昭宗) | 무승화효황제 (武承和孝皇帝)                               | 보르지긴 아유르시리다르 (孛兒只斤愛猷識里答臘) | 선광(宣光) 1371년 ~ 1378년 | 1370년 ~ 1378년 |
|      | 제3대 | -                | 익성영효황제 (益聖寧孝皇帝) (평황제<平皇帝>) (후주<后主>) | 보르지긴 토구스테무르 (孛兒只斤脫古思帖木兒)   | 천원(天元) 1378년 ~ 1388년 | 1378년 ~ 1388년 |

| 대수   | 시호                              | 성명                                          | 재위기간        |
| ------ | --------------------------------- | --------------------------------------------- | --------------- |
| 제1대  | 조리그투 칸 (卓里克圖汗)          | 보르지긴 이수데르 (孛兒只斤 也速迭兒)         | 1388년 ~ 1392년 |
| 제2대  | 엥크 칸 (恩克汗)                  | 보르지긴 엥크 (孛兒只斤 恩克)                 | 1392년 ~ 1394년 |
| 제3대  | 니구라스크치 칸 (尼古埒蘇克齊汗)  | 보르지긴 엘베크 (孛兒只斤 額勒伯克)           | 1394년 ~ 1399년 |
| 제4대  | 토요얀 칸 (脫古罕汗)              | 보르지긴 군테무르 (孛兒只斤 坤帖木兒)         | 1400년 ~ 1402년 |
| 제5대  | 울루그 테무르 칸 (兀雷帖木兒汗)   | 보르지긴 구리이치 (孛兒只斤 鬼力赤)           | 1402년 ~ 1408년 |
| 제6대  | 울제이 테무르 칸 (完者帖木兒汗)   | 보르지긴 분야시리 (孛兒只斤 本雅失里)         | 1408년 ~ 1412년 |
| 제7대  | 델베그 칸 (答力巴汗)              | 보르지긴 델베그 (孛兒只斤 答力巴)             | 1415년          |
| 제8대  | 에세크 칸 (額色庫汗)              | 보르지긴 오이라다이 (孛兒只斤 斡亦剌歹)       | 1415년 ~ 1425년 |
| 제9대  | 아자이 칸 (阿岱汗)                | 보르지긴 아자이 (孛兒只斤 阿岱)               | 1425년 ~ 1438년 |
| 제10대 | 타이손 칸 (岱總汗)                | 보르지긴 토크토아부카 (孛兒只斤 脫脫不花)     | 1433년 ~ 1452년 |
| 제11대 | 오케크트 칸 (烏格克圖汗)          | 보르지긴 아크바르지 (孛兒只斤 阿噶多尔濟)     | 1451년 ~ 1453년 |
| 제12대 | 다이온타슨다이칸 (大元田盛大可汗) | 오이라트 에센 (衛拉特 也先)                   | 1453년 ~ 1454년 |
| 제13대 | 오헤크트 칸 (烏珂克圖汗)          | 보르지긴 마르코르기시 (孛兒只斤 馬兒古兒吉思) | 1454년 ~ 1465년 |
| 제14대 | 멀런 칸 (摩伦汗)                  | 보르지긴 토구스멩게 (孛兒只斤 脫古思猛可)     | 1465년 ~ 1466년 |
| 제15대 | 오케크트 칸 (烏格克圖汗)          | 보르지긴 만도르 (孛兒只斤 滿都鲁)             | 1475년 ~ 1478년 |
| 제16대 | 다얀 칸 (達延汗)                  | 보르지긴 바트몬크 (孛兒只斤 巴圖蒙克)         | 1480년 ~ 1517년 |
| 제17대 | 바르스볼트 칸 (巴尔斯博罗特汗)    | 보르지긴 바르스볼트 (孛兒只斤 巴尔斯博罗特)   | 1519년 ~ 1531년 |
| 제18대 | 알라크 칸 (阿剌克汗)              | 보르지긴 보디 (孛兒只斤 博迪)                 | 1519년 ~ 1547년 |
| 제19대 | 구덴 칸 (庫騰汗)                  | 보르지긴 다라이손 (孛兒只斤 打來孫)           | 1547년 ~ 1557년 |
| 제20대 | 자사그트 칸 (札薩克圖汗)          | 보르지긴 투멘 (孛兒只斤 圖們)                 | 1557년 ~ 1592년 |
| 제21대 | 체첸 칸 (徹辰汗)                  | 보르지긴 보얀 (孛兒只斤 布延)                 | 1592년 ~ 1604년 |
| 제22대 | 링단 칸 (林丹汗)                  | 보르지긴 링단 (孛兒只斤 林丹)                 | 1604년 ~ 1634년 |
| 제23대 | 에제이 칸 (額哲汗)                | 보르지긴 에제이 (孛兒只斤 額哲)               | 1634년 ~ 1635년 |

## 같이 보기
- 정복왕조

### 설명주
1. ↑  대재건원 만물질시(大哉乾元 萬物質始)
크도다 건원이여, 만물의 시작이로다.
2. ↑  쿠빌라이에 의해 국호가 개정된 이후, 같은 왕조에서 '대원'이라는 명칭이 하나의 고유 명사로서 사용되고 있었다는 사실이 최근의 연구에서 밝혀졌으며, 특히 몽골 제국 시대에서는 '대(大)'가 국가나 몽골 황실에 관련된 주요 형용사였음이 판명되었다(몽골 제국에서의 '대(大)'의 문제에 대해서는 시모 히로토시 저 「몽골 제국사 연구 서설」(도쿄 대학 출판, 1995년) 을 참조) 이 때문에 최근에는 '원(元)'이 호칭 상으로도 몽골 정권으로서의 실태에 대해 부정확한 인식을 낳는다고 하여 스기야마 마사아키로 대표되는 몽골제국사-원조 관계의 연구자들 사이에서는 '대원울루스'라는 호칭을 사용하는 빈도가 증가한다고 한다.
3. ↑  첫번째는 송나라이지만, 다소 애매한 감이 있다.
4. ↑  몽골 제국에서는 예를 들어 몽골 황제가 주최하는 쿠릴타이를 '대쿠릴타이'(Yeke Qurilta)라고 부르거나 칭기즈칸 이후의 역대 몽골 황제의 묘소를 '대금지'(ghurūq-ibuzurg)라고 부르는 등 몽골 왕가나 몽골 제국의 국정과 관련된 중요한 사항에 대해서는 상술했듯이 중국에서의 행정용어인 한문으로 '대(大)~'를 사용했다. 이와 동의어로 지배계급이 사용하고 칙령 등에서도 사용되는 몽골어로는 '예케(Yeke)', 또는 제국 전역에서의 행정 용어로는 '부주르그(buzurg)'라는 명칭을 붙여서 고유명사로 사용하고 있었다.[7][8][9]

### 인용주
1. ↑  Taagepera, Rein (September 1997). “Expansion and Contraction Patterns of Large Polities: Context for Russia” (PDF). 《International Studies Quarterly》 41 (3): 499. doi:10.1111/0020-8833.00053. JSTOR 2600793.
2. ↑  The Circle of Bliss: Buddhist Meditational Art, by John C. Huntington, Dina Bangdel, Robert A. F. Thurman, p48
3. ↑  The Early Mongols: Language, Culture and History by Volker Rybatzki & Igor de Rachewiltz, p. 116.
4. ↑  “Bolor Dictionary”. 《www.bolor-toli.com》. 2020년 7월 12일에 확인함.
5. ↑  천추흥망: 원나라, 2010, 야오따리
6. ↑  「元史」世祖本紀巻七 至元八年十一月乙亥（1271年12月18日）条の詔に、「可建國號曰大元、蓋取易經「乾元」之義。」とあり、「易経」巻一 乾 に「彖曰、大哉乾元、萬物資始。」とある。また、「ダイオン・イェケ・モンゴル・ウルス」という呼称の同時代的例証としては、以下の2つのモンゴル語碑文が知られている。ひとつは、かつての熱河省烏丹県（現中華人民共和国内モンゴル自治区赤峰市オンニュド旗烏丹鎮）付近にあった、至元四年五月（1338年5月20日- 6月18日）に魯国大長公主の媵臣であったという竹温台（Jigüntei）の功績を顕彰するために建立された"大元勅賜故諸色人匠府達魯華赤竹公神道碑（碑文本文冒頭では：大元勅賜故中順大夫諸色人匠都總管府達魯花赤竹公之碑）"で、その碑陰のウイグル文字モンゴル語文面に「大元（ダイ・オン）と呼ばれるイェケ・モンゴル・ウルス（70x70ピクセル、ローマ字表記：Dai-Ön kemekü Yeke Mongγol Ulus）」とある。もうひとつは、同じく同地にあった「至正二十三年歳壬寅十月吉日立石」（至正23年10月＝1363年11月6日 - 12月5日）という記年がある、西寧王 忻都（Hindu/Indu）が建立した"大元勅賜追封西寧王忻都神道碑"で、やはりウイグル文字モンゴル語で「ダイ・オン・イェケ・モンゴル・ウルス（Dai-Ön Yeke Mongγol Ulus）」とある。（F. W. Cleaves "The Sino-Mongolian Inscription of 1338 in Memory of Jigüntei", Journal of Asiatic Studies, vol.14, no.1/2 Jun., 1951, pp. 1-104./F. W. Cleaves "The Sino-Mongolian Inscription of 1362 in Memory of Prince Hindu", Journal of Asiatic Studies, vol.12, no.1/2 Jun., 1949, pp. 1-113./前田直典「元朝行省の成立過程」「元朝史の研究」p.190（初出：「元朝行省の成立過程」『史学雑誌』56編6号、1945年6月））　両碑文については田村実造「烏丹城附近に元碑を探る」（『蒙古学』1号,1937年、p.68-82, +2 plate）が詳しい。
7. ↑  志茂碩敏「モンゴル帝国の国家構造　第1章 amīr-i buzurg」『モンゴル帝国史研究序説』　東京大学出版会、1995年 p.451-476
8. ↑  志茂碩敏「モンゴルとペルシア語史書 -- 遊牧国家史研究の再検討 -- 」『岩波講座 世界歴史 11 中央ユーラシアの統合』岩波書店、1997年 p.263-268
9. ↑  杉山正明「序章 世界史の時代と研究の展望」『モンゴル帝国と大元ウルス』p.14-16
10. 1 2  杉山正明『モンゴル帝国の興亡（下）世界経営の時代』p. 40-43/
11. ↑  杉山正明『大モンゴルの世界　陸と海の巨大帝国』角川書店（角川選書）、1992年6月 p.179-189
12. ↑  杉山正明「第２章 モンゴル帝国の変容」『モンゴル帝国と大元ウルス』p.119-120
13. ↑  杉山正明『大モンゴルの世界　陸と海の巨大帝国』角川書店（角川選書）、1992年6月 p.219-230
14. ↑  松田孝一「モンゴル時代中国におけるイスラームの拡大」『講座イスラーム世界 3 世界に広がるイスラーム』（板垣雄三 監修）栄光教育文化研究所、1995年1月、p.157-192/ 佐口透「第4章 東アジアのイスラム　第1節 元朝のイスラム教徒」『東西文化の交流 4 モンゴル帝国と西洋』（佐口透 編）平凡社、1970年　p.248-260
15. ↑  宮紀子「第8章 「対策」の対策」『モンゴル時代の出版文化』p.380-484
16. 1 2  野口善敬「第2章　元・明の仏教」『新アジア仏教史 08 中国III 宋元明清 中国文化としての仏教』佼成出版社 2010年9月
17. ↑  “보관된 사본”. 2021년 9월 9일에 원본 문서에서 보존된 문서. 2021년 9월 9일에 확인함.
18. ↑  당(唐)은 탕(蕩)자의 뜻으로 요(堯) 임금은 그것으로써 현저하게 일컬어졌고, 우(虞)는 낙(樂)자의 뜻으로 순(舜) 임금은 그것으로써 국호를 지었으며, 우(禹) 임금이 일어나고 탕(湯)임금이 뒤를 이어 하(夏)는 대(大)자의 뜻을, 은(殷)은 중(中)자의 뜻을 취하여 국호를 지었다. 그 뒤 세대가 내려옴에 따라 일이 달라지고 예와 같지 않아서 진(秦)이라 하고 한(漢)이라 한 것들은 대체로 처음 일어난 지명에 따른 것이고, 수(隋)라 하고 당(唐)이라 한 것들 역시 바로 처음에 수봉(受封)된 곳을 이름이다. 이는 모두 백성의 견문이 익숙하여진 데 따른 것이니, 요컨대 한때 국가의 제도상 방편인 것이다. 그러므로 이제 국호를 대원(大元) 이라 제정한 것이니, 이는 『역경(易經)』의 건원(乾元)의 뜻을 취함이다. 태시(太始)에 모든 물건이 가지각색으로 생겨나게 된 그 공능을 어느 누가 명명하겠는가?
唐之爲言蕩也, 堯以之而著稱. 虞之爲言樂也, 舜因之而作號. 馴至禹興而湯造, 互名夏大而殷中. 世降以還, 事殊非古, 爲秦爲漢者, 盖從初起之地名. 曰隋曰唐者, 又卽始封之爵邑. 是皆徇百姓見聞之狃習, 要一時經制之權宜. 可建國號曰大元, 蓋取易經乾元之義. 玆太始流形於庶品, 孰名資始之功?
— 쿠빌라이 칸, ｢건국호조(建國號詔)｣
19. ↑  《글로벌 세계대백과사전》,  〈원의 중국 통치〉
20. ↑  『원사(元史)』 85권: "벼슬자리 따라 일상 업무가 있었고 직위 따라 정원(定員)이 있었다. 그 수장(首長)은 몽골인이 맡았으며 한인과 남인은 그를 보좌하였다（官有常職，位有常員，其長則蒙古人為之，而漢人 南人貳焉）."단, 우승상(右丞相)을 지냈던 사천택(史天澤)은 예외였다.
21. ↑  
  - "ten Han families forced to host a Tartar at home,”
  - “ten families sharing a single kitchen chopper,”
  - “Mongol headman claiming the first night of a virgin set to marry,”
  - “twenty Han families grouped into a household headed by a Northern official,”

— Hok-lan Chan, Liu Bowen and the Folk Stories “Killing the Tartars on Mid-Autumn Day”
22. ↑  몽골인들은 가족 중심의 황금씨족 정치를 행했다. 더구나 몽골인들은 자신들을 위해 봉사하는 군인(원나라는 중국에는 색목인들을 보내고 중동에는 한족과 거란족 등 중국 지역인을 파견하는 일종의 이이제이를 많이 사용했다.)들이 아니면 잘 기회를 주지 않아서 야율초재 등 문인들의 지위는 일반적으로 높지 않았고 그런 사례가 아니면 원나라(몽골 제국)에서 정치에 참여조차 하기 힘들었다.
23. ↑  “우리역사넷”. 2025년 8월 1일에 확인함.
24. ↑  https://books.google.co.kr/books?id=SQWW7QgUH4gC&pg=PA492&redir_esc=y#v=onepage&q&f=false%7C F.W. MOTE, 「CHINA AND THE MONGOL WORLD」, 『IMPERIAL CHINA 900-1800』, 492p]]
25. ↑  되려 지방 호족들의 힘을 너무 키워준게 호족들간의 내전을 유발하여 원나라가 좀 더 유지될 수 있었다는 시각도 있다.
26. 1 2  《글로벌 세계대백과사전》,  〈원대의 문화〉
27. ↑  《글로벌 세계대백과사전》, 〈원대의 회화〉

## 참고 문헌
- 이 문서에는 다음커뮤니케이션(현 카카오)에서 GFDL 또는 CC-SA 라이선스로 배포한 글로벌 세계대백과사전의 내용을 기초로 작성된 글이 포함되어 있습니다.